# 認定
| ウィキペディアには「認定」という見出しの百科事典記事はありません（タイトルに「認定」を含むページの一覧/「認定」で始まるページの一覧）。 代わりにウィクショナリーのページ「認定」が役に立つかもしれません。 |